# 阿斯蒂 (加利福尼亞州)
阿斯蒂（英語：Asti）是位於美國加利福尼亞州索諾馬縣的一個非建制地區。該地的面積和人口皆未知。

## 地理
阿斯蒂的座標為38°45′47″N 122°58′23″W / 38.76306°N 122.97306°W，而該地的平均海拔高度為86米（即282英尺）。